# Naturschutzgebiet Nittum-Hoppersheider Bruch
Das Naturschutzgebiet Nittum-Hoppersheider Bruch befindet sich im westlichen Bereich des Ortsteils Hoppersheide im Stadtteil Schildgen von Bergisch Gladbach. Südwestlich der Straße An den Weihern verläuft es mit dem Hoppersheider Bach, einem Zulauf des Mutzbachs bis an die Stadtgrenze zu Köln. Es ist ein Teilgebiet der Bergischen Heideterrasse.

## Vegetation
Die Schutzausweisung erfolgt zur Erhaltung und Entwicklung von Erlenbruch- und Birken-Eichenwäldern, Buchen-, und Eichen-Altholzbeständen sowie eines naturnahen Baches
als Lebensraum für seltene und gefährdete Tier- und Pflanzenarten.